# كثرة الصفيحات
كثرة الصفيحات (بالإنجليزية: Thrombocytosis أو thrombocythemia)‏ هو وجود عدد عال من الصفيحات الدموية في الدم، والذي قد يكون أوليا (أو أساسيا، وسببه مرض تكاثر نقوي) أو ثانوي (ويسمى تفاعليا أيضا). عادة ما يكون بدون أعراض خاصة عندما يكون ثانويا، وقد يؤدي إلى حدوث خثار.
قلة الصفيحات هو المرض المعاكس لكثرة الصفيحات، حيث إنه يقصد به النقص في عدد الصفيحات الدموية في الدم.
يبلغ عدد الصفيحات الدموية في الأشخاص الطبيعين الأصحاء ما بين 150000 إلى 450000 صفيحة دموية في كل ملم مكعب من الدم. الزيادة أو النقصان بنسبة مئوية لا تتجاوز 2.5٪ لا تدل بالضرورة على وجود مرض، لكن تجاوز عدد الصفيحات أكثر من 750000 (وخصوصا أكثر من مليون) يستوجب التداخل والاستقصاء عن السبب.

## الأعراض والعلامات
لا تعد كثرة الصفيحات مؤشرا على مشكلة سريرية بالضرورة، وعادة ما تكتشف خلال فحص العد الدموي الشامل الروتيني. رغم ذلك، يجب أخذ التاريخ الطبي للشخص للتأكد من أن الزيادة الحاصلة في عدد الصفيحات لا تعود لسبب ثانوي. عادة ما تحدث الزيادة بشكل مترادف مع مرض التهابي، حيث أن الثرومبوبويتين، والذي يعد محفزا رئيسيا لإنتاج الصفيحات، يرتفع ضمن تفاعل الطور الحاد.
كما تحدث الزيادة في عدد الصفيحات في حالة كثرة الحمر الحقيقية، وهي عامل خطر إضافي للمضاعفات.
ظهرت أعراض احمرار الأطراف المؤلم في عدد قليل جدا من المرضى، وهذا يتضمن شعور بالحرقة والاحمرار في الأطراف، ويمكن معالجته بالتبريد وبجرعة من الأسبرين.
أحيانا تستبعد المصادر العلمية كثرة الصفيحات من تعريف أهبة التخثر، لكن من الناحية العملية، فإن تعريف أهبة التخثر هو زيادة الميل للخثار، كما أن كثرة الصفيحات سبب محتمل لأهبة الخثار. وبالعكس من ذلك، فنادرا ما تتسبب حالات كثرة الصفيحات الثانوية بمضاعفات تخثر.

## التشخيص
قد تتضمن الفحوص المختبرية العد الدموي الشامل وإنزيمات الكبد ووظائف الكلية وسرعة ترسب الدم.
إذا بقي سبب كثرة الصفيحات غير معروفا، فقد تؤخذ خزعة من نخاع العظم للتميز فيمَ إذا كانت كثرة الصفيحات أساسية أم تفاعلية.

## الأسباب
تحدث الزيادة في عدد الصفيحات ضمن حدوث أمراض كثيرة:
- الأولي أو الأساسي
  - كثرة الصفيحات الأولية، وهو مرض تكاثر نقوي
  - من أمراض التكاثر النقوي الأخرى: ابيضاض الدم النقوي المزمن وكثرة الحمر الحقيقية والتليف النقوي
- التفاعلي أو الثانوي
  - التهاب
  - جراحة، قد تؤدي إلى حالة التهابية
  - انعدام الطحال
  - قصور الطحال
  - استئصال الطحال
  - فقر الدم الناجم عن عوز الحديد أو النزف
- قد يؤدي الإفراط في استعمال الأدوية التي تستعمل في علاج قلة الصفيحات مثل إلترومبوباغ وروميبلوستيم إلى كثرة الصفيحات.

من الأسباب الأخرى:
- داء كاواساكي
- ساركوما نسيج رخو
- التهاب الجلد
- الساركوما العظمية
- داء الأمعاء الالتهابي
- التهاب المفاصل الروماتويدي
- التهاب الكلى
- المتلازمة الكلوية
- عدوى بكتيرية مثل ذات الرئة والإنتان والتهاب السحايا وعدوى الجهاز البولي والتهاب المفاصل الإنتاني.[5]

أغلب أمراض كثرة الصفيحات عبارة عن اضطرابات مكتسبة، لكن قسما قليلا منها خلقي مثل انعدام الطحال الخلقي.

## العلاج
عادة لا توجد أي حاجة أو ضروروة لعلاج كثرة الصفيحات التفاعلي. في حالات ارتفاع عدد الصفيحات إلى مليون صفيحة في كل مل مكعب فينصح باستعمال جرعة منخفضة من الأسبرين لتقليل مخاطر حدوث السكتات أو الخثار.
أما في حالات كثرة الصفيحات الأساسية ووصول عدد الصفيحات إلى 750000 أو 1000000 ووجود عوامل خطر لحدوث الخثار فالعلاج قد يكون مطلوبا. جرعة منخفضة من الأسبرين قد تكون واقية، لكن في حالات كثرة الصفيحات الأساسية ووصول عدد الصفيحات إلى ارتفاع هائل فقد تعالج بواسطة هيدروكسي يوريا أو أناغريليد.
أما في حالات اضطرابات جانوس كيناز 2 [الإنجليزية] (JAK2)، فقد يكون روكسوليتينيب فعالا.